# Bartolommeo Scala
Bartolommeo Scala (Colle di Val d'Elsa, 17 maggio 1430 – Firenze, 24 luglio 1497) è stato uno storico, letterato e politico italiano.

## Biografia
Figlio di Giovanfrancesco Scala, un mugnaio di Colle Val d'Elsa, godeva della protezione di Cosimo de' Medici e Piero de' Medici e grazie alla loro amicizia poté studiare (ebbe come compagno Jacopo Ammannati) e giungere alle più alte cariche della Repubblica fiorentina. Fu infatti Segretario dei Dieci della Guerra, incarico precedentemente ricoperto che egli disbrigò con merito tale, che fu ammesso tra i Cittadini nel 1457. Fu Priore nel 1472, Gonfaloniere di Giustizia nel 1486, Cancelliere, Segretario della Repubblica nel 1464 e Gonfaloniere nel 1486. Papa Innocenzo VIII, presso il quale fu Ambasciatore di obbedienza nel 1484, lo nominò Cavaliere dell'Ordine dello Speron d'oro e Segretario Apostolico.
Scrisse un'incompiuta Storia di Firenze che lasciò nella Villa delle Lune a San Domenico di Fiesole. Come letterato e storico, fece parte dell'Accademia Neoplatonica che teneva le proprie riunioni nel Palazzo Venturi Ginori. In Borgo Pinti, dal 1472 al 1480, fece costruire il suo Casino, poi divenuto Palazzo della Gherardesca; sul palazzo fece mettere il suo stemma e fece incidere il motto Gradatim. Il palazzo passò prima nella proprietà dell'Arcivescovo di Firenze Alessandro de' Medici (poi Papa Leone XI) e poi alla famiglia della Gherardesca. A tutt'oggi, sulla facciata del palazzo si ritrova la seguente iscrizione su lapide:
| Bartolommeo Scala Cancelliere della Repubblica illustre storico letterato visse e morì in questo palazzo da lui costruito e dai suoi posteri venduto nel MDLXXXV ad alessandro de medici cardinale che fu Leone XI da cui lo ebbe Costanza sua sorella moglie di Ugo conte della Gherardesca nel MDCV |

Tra le altre opere composte dallo Scala: "Orazione inaugurale al Pontefice Innocenzo VIII", "Concione al Popolo fiorentino nella consegna delle bandiere militari della Repubblica Fiorentina al Capitano Costanzo Sforza", "Cento Apologhi morali", "Quattro libri delle Istorie Fiorentine", "Vita di Vitaliano Borromeo", "Apologia contra vituperatores Civitatis Florentiae". Di sua mano anche il rapporto sulla Congiura de' Pazzi, redatto il 10 agosto 1478.
Morì nel 1497 e fu successivamente sepolto nella Cappella del Cieco Nato della Basilica della Santissima Annunziata, dove fu certamente posta un'iscrizione con stemma in sua memoria. Le fonti riportano tuttavia che la prima concessione della suddetta cappella fu effettuata dai Padri al già priore Giuliano Scala, figlio di Bartolommeo, con contratto del 16 luglio 1534 rogato da ser Scipione Braccesi. Resta dunque ad oggi ignoto il luogo di prima sepoltura. Anche la lapide con stemma non esiste più, in quanto la famiglia Brunaccini, subentrante nel patronato della cappella nel 1604, cancello' ogni traccia dei precedenti tenutari.
Tra i figli, notevoli Alessandra, poetessa in versi greci, di cui si dice oltre; e Giuliano, che fu Priore nel 1521 e 1531, nel novero dei sedici Buonuomini nel 1518 e Gonfaloniere di Compagnia nel 1519 e 1526. Il ramo della famiglia si estinse con Guido, figlio di Giuliano, morto il 13 dicembre 1581. Costui lasciò il palazzo di famiglia ad Alessandro de' Medici, dato che l'unico erede legittimo, il cugino Giulio, figlio di Andrea, non poteva ereditare in quanto aveva preso l'abito talare dei Servi di Maria con il nome di Fra Alessio. La casa di Fiesole divenne invece proprietà della famiglia Guadagni.

## Laquerellecon il Poliziano
Angelo Poliziano lo accusava di avere accumulato potere e ricchezze troppo grandi per il figlio di un mugnaio e tutto grazie all'amicizia ed al sostegno dei Medici. Con Bartolomeo Scala ebbe quindi un duro scontro verbale e scritto. Poliziano portava come prova la costruzione del Palazzo che poi diverrà il Palazzo dei "della Gherardesca", uno dei più grandi e ricchi di Firenze.  Tutto, forse, con una punta di invidia dal momento che anche il Poliziano aveva goduto del favore sia di Lorenzo il Magnifico sia di suo padre Piero, ma, nonostante la protezione dei Medici, non aveva mai raggiunto la ricchezza ostentata dallo Scala.
Per contro Bartolomeo Scala accusava il Poliziano di portargli rancore a causa della figlia Alessandra: questa infatti lo avrebbe respinto nonostante i versi amorosi che lui le aveva dedicato.